# Axe (merk)
Axe (of Lynx) is een merk van Unilever. Onder deze naam wordt onder meer deodorant, douchegel, parfum en gel verkocht.
De Axe-producten worden verkocht in de Verenigde Staten, Canada, Zuid-Amerika, India, Azië en Europa. In Australië, Nieuw-Zeeland, Ierland en het Verenigd Koninkrijk is het bekend onder de naam Lynx. In Zuid-Afrika werd het product tot 2002 verkocht onder de naam Ego. In Uruguay werd Axe tot 2004 verkocht als Lynx.
De televisiereclames hebben het product neergezet als een verleidingsmiddel dat vrouwen moet aantrekken tot het mannelijke geslacht. De reclame noemt dit het "Axe effect". Ook zou het product meer dan 24 uur zijn werking behouden. Er zijn intussen ruim 20 geuren. De meest verkochte geur is Africa.